# ヘンリー・フォード病院 (絵画)
『ヘンリー・フォード病院』（ヘンリー・フォードびょういん、スペイン語：Hospital Henry Ford）は、メキシコの芸術家フリーダ・カーロが1932年に完成させた絵画。金属板に油絵具で描かれている。サイズは30.5センチメートル×38センチメートル。2024年現在では、ドローレス・オルメド美術館が収蔵している。

## 作品
本作は顔料が定着しやすいようにあらかじめ下塗りを施した金属板に油絵具で描かれている。これはメキシコの民衆画である奉納絵（レタブロ）をルーツをもつフリーダが繰り返し用いた手法だが、本作はその最初の作例である。また硬質で小さいサイズの素材に緻密な絵を絵筆で描く手法は、写真家であった父ウィルヘルムから薫陶を受けた写真修整技術で身に付けたものである。
背景には何もない乾燥した大地と鈍色の空、地平線にはデトロイトの工場群（ルージュ・リバー・コンプレックス）が並ぶ様子が平面的に描かれる。その中央に鉄製のベッドが浮かぶように描かれ、血溜まりとなったシーツの上に流産で悲嘆にくれる裸のフリーダが横たわる。この2つの対比は科学技術の進歩と人間的な苦しみを象徴する。ベッドは不正確な透視法で描かれ、フリーダは今にもベッドから転げ落ちそうな位置に横たわる。このおぼつかない構図がフリーダの感じた孤立感を象徴している。
フリーダの目から大粒の涙がこぼれおち、腹部はまだ膨らみを留めている。腹部に添えた左手からは、6本の血管のような赤い糸が周囲に広がるように伸びており、その糸の端部にはフリーダの性と不幸を象徴するオブジェクトが宙に浮くように描かれる。何かを象徴するモチーフを画面に再構成する構図も奉納絵に見られる手法であり、フリーダは自身の体験を濃縮して表現することを意図して用いたと考えられる。
フリーダの真上には男の胎児が描かれる。これは彼女が望み「かわいいディエゴ二世」と呼んでいたディエゴ・リベラとの子供である。右上に描かれるカタツムリについて、フリーダは「流産の経過がゆっくりであったことの象徴」と説明する。またカタツムリはインディオ文化で受胎・妊娠・出産、もしくは女性の月経周期を暗喩する女性の性の象徴である。左上には女性のピンク色の下半身模型、右下には骨盤の模型が描かれる。この2つは流産の原因を示している。左下の機械は治療に用いる蒸気殺菌装置、もしくは万力のような機械である。フリーダは妊娠できない自分の身体を機械に重ねたか、あるいは万力で締め付けるような痛みを表現したと思われる。フリーダの真下にえがかれる紫色の蘭はディエゴが見舞いに持ってきたものだが、フリーダにとって花は女性の性と感情を象徴するオブジェクトでもある。

## 制作の背景
夫ディエゴ・リベラとの子供を強く願うフリーダであったが、1度目の妊娠は事故の後遺症により中絶を余儀なくされた。またその際に医師からは再びの妊娠を止められていた。
1932年4月からディエゴはデトロイト美術館の中庭に壁画『デトロイトの産業』を描くためにデトロイトに滞在する。ディエゴに帯同していたフリーダはこの時に妊娠するが、ヘンリー・フォード病院の医師から帝王切開であれば出産は可能と診断され、子供を持てる喜びとともに子供を望まない夫との間で悩んでいた。しかしフリーダの葛藤は7月4日に流産という形で終焉した。
フリーダは13日間の入院期間に流産の体験をスケッチに描いた。退院後も病床から離れられなかったフリーダを慰めるために、ディエゴは絵を描く道具と医学・解剖学の本を贈った。そしてスケッチを元に油絵具で制作したのが本作である。

## 評価
ディエゴは本作に次のような賛辞を贈り、妻の才能を認めて敬意を表している。